# Heteria atripes
Heteria atripes är en tvåvingeart som beskrevs av Malloch 1930. Heteria atripes ingår i släktet Heteria och familjen parasitflugor. Inga underarter finns listade i Catalogue of Life.